# Zestafoni (municipalité)
La municipalité de Zestaponi (en géorgien : ზესტაფონის მუნიციპალიტეტი, phonétiquement zestaponis mounitsipalitéti) est un district de la région Iméréthie, en Géorgie, dont la ville principale est Zestaponi.
Il compte 57 500 habitants au 1er janvier 2016 selon l'Office national des statistiques de Géorgie.   